# 老鴇

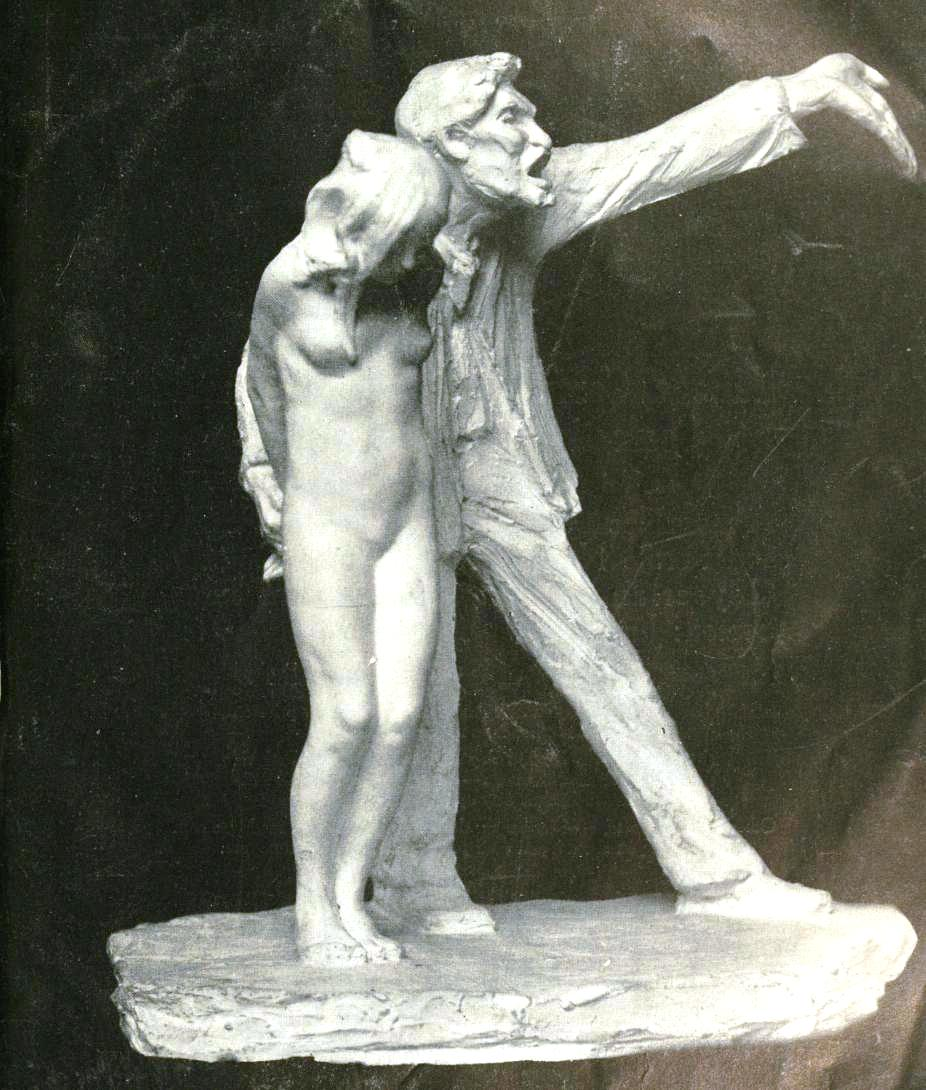
19世纪皮条客给妓女拉客的雕像

老鴇，又稱鴇母、老鴇、虔婆、龜婆、老娼头，是妓院的女性實際經營者，或妓女的女性皮条客。
“老鸨”中的老代表熟練之人，鸨為會走不會飛之鳥，在中国古代象征淫贱。
很多老鸨都会虐待蓄养的妓女，逼迫她们不停地接客，稍有懈怠就虐待鞭笞。老鸨和龟公也被认为是贪财无义、缺少道德之人。

## 參看
- 性行业操控者
- 龜公